# Miritini
Miritini är en ort i Kenya.   Den ligger i länet Mombasa, i den södra delen av landet, 400 km sydost om huvudstaden Nairobi. Miritini ligger 69 meter över havet och antalet invånare är 31 485.
Terrängen runt Miritini är huvudsakligen platt, men norrut är den kuperad. Runt Miritini är det mycket tätbefolkat, med 6 711 invånare per kvadratkilometer. Närmaste större samhälle är Mombasa, 10,1 km sydost om Miritini. Runt Miritini är det i huvudsak tätbebyggt.